# إدوارد أ. فنسنت
إدوارد أ. فنسنت (بالإنجليزية: Edward A. Vincent)‏ هو مهندس ومهندس معماري أمريكي، ولد في 1825، وتوفي في 1856.